# المقاطفية
قرية المقاطفية هي إحدى القرى التابعة لمركز العياط في محافظة الجيزة في جمهورية مصر العربية. حسب إحصاءات سنة 2006، بلغ إجمالي السكان في المقاطفية 3807 نسمة، منهم 1929 رجلًا و1878 امرأة.